# حاکم هویی یکم چین
حاکم هویی یکم از چین (به چینی: 秦惠公؛ مرگ ۴۹۲ پ. م)؛ فرمانروای ایالت چین در دودمان ژو از ۵۰۰ پ. م تا ۴۹۲ پ. م بود. ایالت چین در آینده همه کشور چین را یکپارچه ساخت و تبدیل به دودمان چین شد. نام اجدادی او یینگ (嬴) و حاکم هویی نام پسامرگ او بود.
حاکم دائو جانشین پدربزرگش، حاکم آی چین که در ۵۰۱ پ. م پس از ۳۶ سال سلطنت درگذشت، شد. پدر حاکم هویی پیش از حاکم آی مرده بود و به او نام پسامرگ حاکم یی (秦夷公) داده شده بود.
حاکم هویی ۹ سال سلطنت کرد و در سال ۴۹۲ پ. م درگذشت. پس از او پسرش حاکم دائو چین جانشین او شد.